# Олтон (Вірджинія)
36°34′24″ пн. ш. 79°0′10″ зх. д. / 36.57333° пн. ш. 79.00278° зх. д.
Олтон (також відомий як Ворренс-Шоп) — це невключена спільнота в окрузі Галіфакс, Вірджинія, США.

## Атракції для відвідувачів
- Будинок Брендон-Плентейшн перебуває в Національному реєстрі історичних місць
- Міжнародна гоночна траса Вірджинії